# Mühlhausen (Neustadt)
Das Pfarrdorf Mühlhausen ist ein Ortsteil der Stadt Neustadt an der Donau im Landkreis Kelheim (Niederbayern) und gehört zur Hallertau. Bis 1978 bildete es eine selbstständige Gemeinde.

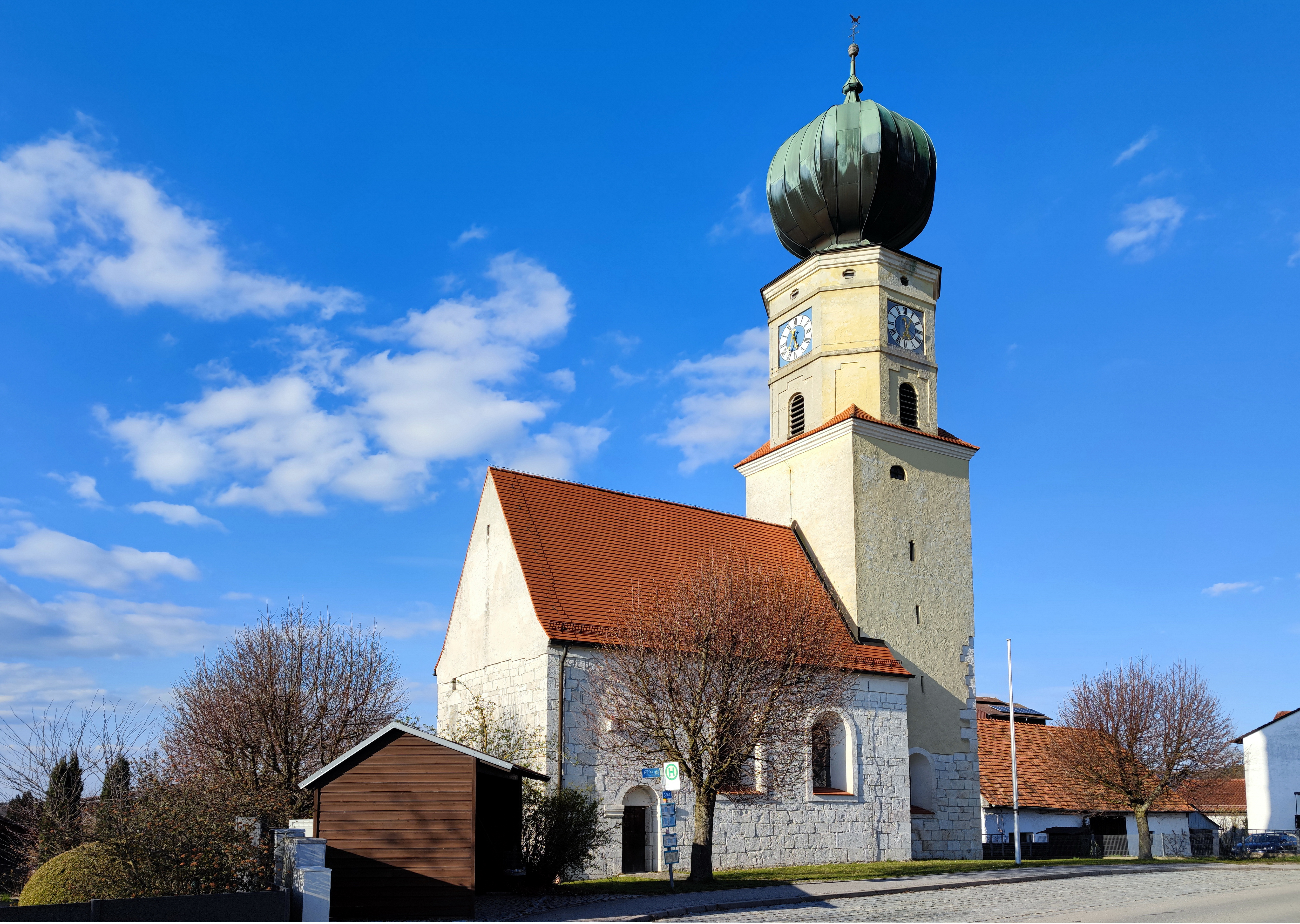
Katholische Kirche St. Jakob

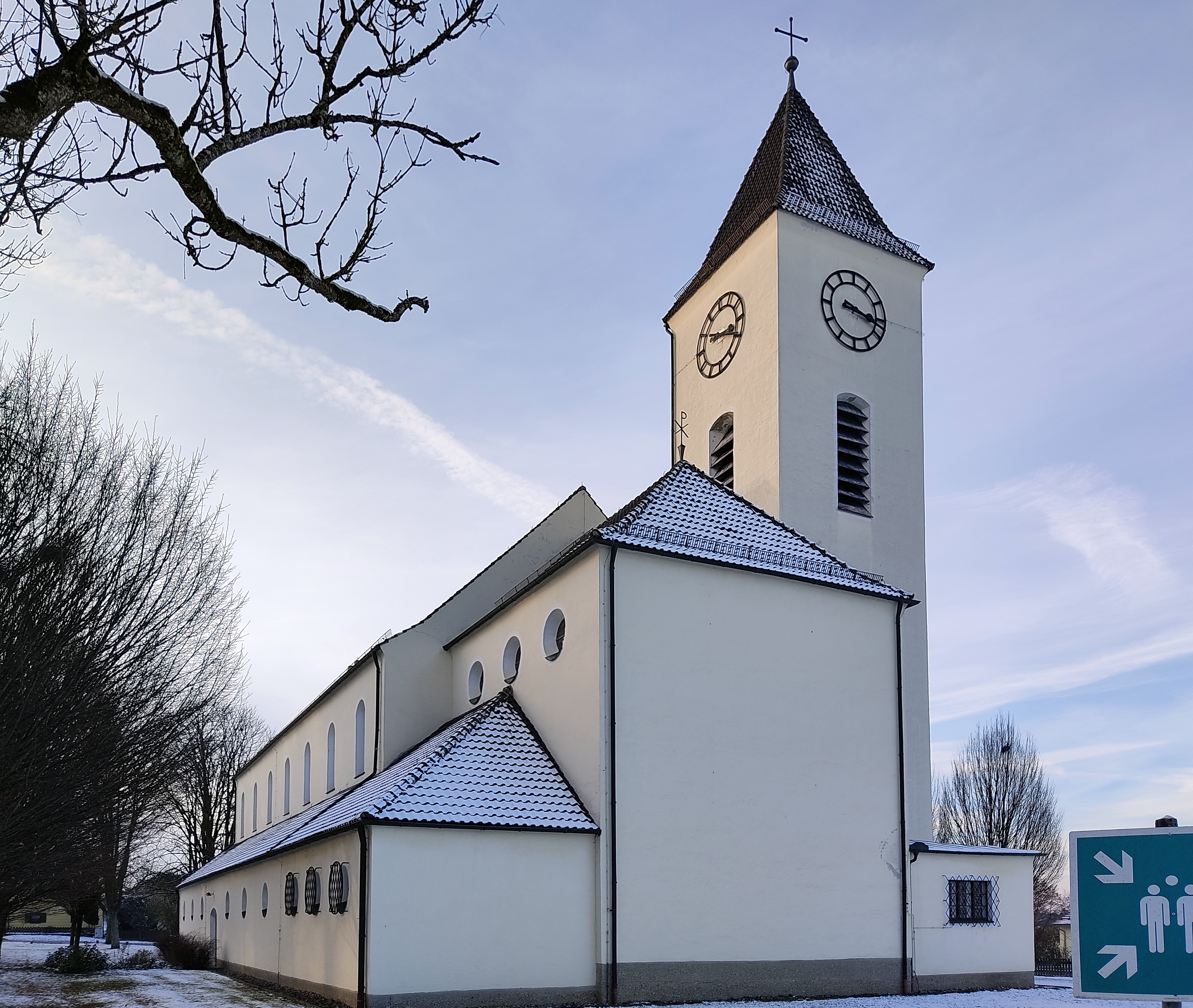
Pfarrkirche St. Vitus

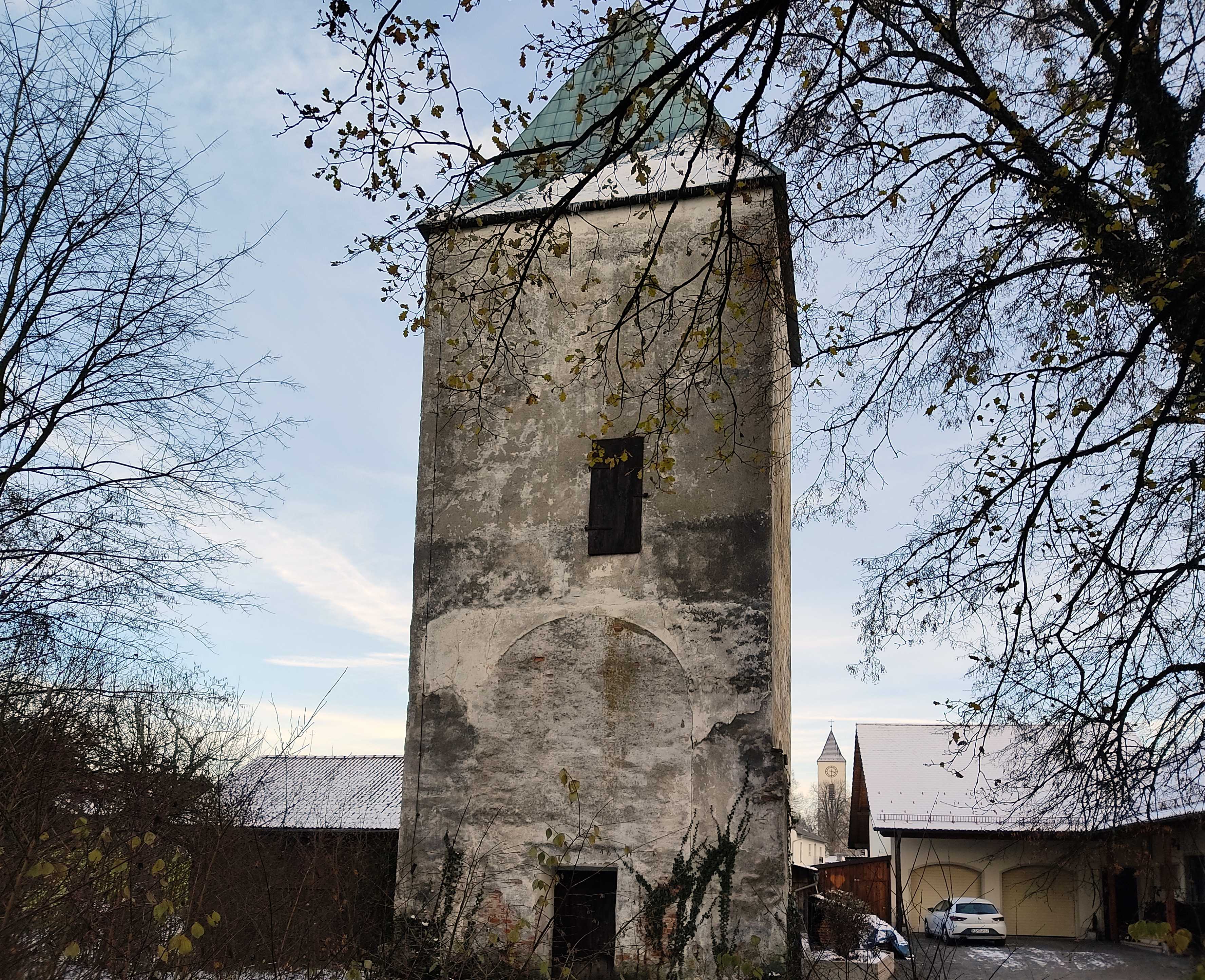
Turm der ehemaligen Kirche St. Vitus

## Lage
Der Ort liegt am südlichen Rand des Donautales in den letzten Ausläufern des Hallertauer Hügellandes. Neustadt an der Donau ist in nördlicher Richtung 3 km entfernt. Südlich grenzt der Ort an die großen Waldflächen des Dürnbucher Forstes, nördlich beginnen die Ebenen der Donauauen. Der Ort erstreckt sich im Wesentlichen beiderseits der früheren Bundesstraße 299. Regensburg befindet sich in nordöstlicher Richtung 45 km, Ingolstadt in westlicher Richtung 35 km entfernt. München liegt 90 km südlich des Ortes.

## Geschichte
Das Gebiet des derzeitigen Ortes Mühlhausen umfasst auch das Gebiet des ehemaligen Pfarrdorfes Forstdürnbuch. Nachdem beide Orte im Verlaufe der Jahrhunderte räumlich zusammengewachsen waren, verlor Forstdürnbuch zunächst seine Eigenständigkeit als Pfarrei und später bei der Bildung der politischen Gemeinden im Jahre 1818 zudem seine politische Eigenständigkeit an Mühlhausen. Im Ort selbst ist die Trennung in das untere (Mühlhausen) und obere Dorf (Forstdürnbuch) immer noch gegenwärtig, obwohl der Ortsname Forstdürnbuch seit 1969 aufgehoben ist.
Der Ort Mühlhausen wurde erstmals um das Jahr 1000 urkundlich erwähnt, als dort ein „Udalrich de Mulhouse“ als Inhaber eines Sedelhofes genannt wurde. Die Siedlung selber dürfte jedoch wesentlich älter und als Rodungsinsel im damals wesentlich größeren Dürnbucher Forst entstanden sein. Es ist anzunehmen, dass die ersten Häuser des heutigen Mühlhausens in der zweiten Hälfte des 8. Jahrhunderts von dem von Herzog Tassilo III. zu diesem Zweck gegründeten Kloster Münchsmünster errichtet wurden.
Forstdürnbuch wurde 1240 im ältesten Herzogsurbar genannt. Es liegt nahe, dass auch die Siedlung Forstdürnbuch schon weit früher durch das Kloster Münchsmünster errichtet worden sein dürfte. Mehr noch als das Wort Mühlhausen besagt der Name Forstdürnbuch, dass es sich bei diesem Ort um eine inmitten des Forstes „Thyrrenpuech“ angelegte Siedlung handelt.

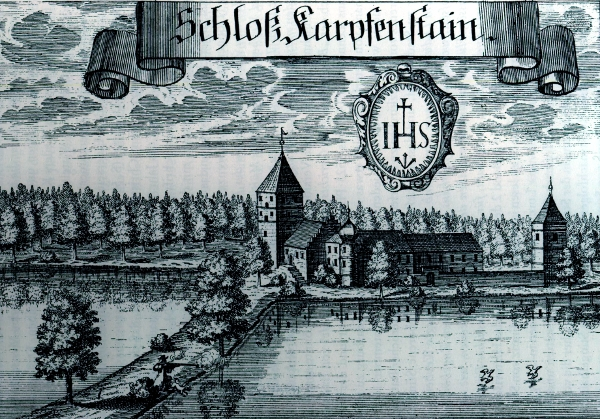
Schloss Karpfenstein: Michael Wening um 1700

Der Ort hat in der Vergangenheit eine gewisse überregionale Bedeutung erlangt, weil er an der sehr frequentierten wirtschaftlich bedeutenden Salzstraße Salzburg-Nürnberg, der heutigen B299, lag. Im 17. Jahrhundert befand sich auf dem Gebiet des jetzigen Weilers Karpfenstein eine Hofmark. Sie gehörte unter anderen den Herren von Stinglheim, welche dort ein heute nicht mehr existierendes Schloss errichteten und ein Teichgut betrieben.
Mühlhausen gehörte nach den verschiedenen Wittelsbacher Erbteilungen stets zu Oberbayern. Erst mit der Zuordnung im Jahre 1779 zum Sprengel des Rentamts Straubing war die Grundlage für die Zuordnung zu Niederbayern gelegt. Im Rahmen der Neuorganisation der Regierungsbezirke im Jahre 1838 kam Mühlhausen zum Regierungsbezirk Niederbayern und später (1862) zum Bezirksamt Kelheim. Durch die Eingliederung des Ortes in die Stadt Neustadt an der Donau im Rahmen der Gemeindegebietsreform verlor Mühlhausen am 1. Januar 1978 seine Eigenständigkeit.

## Wirtschaft und Infrastruktur
Mühlhausen hat sich zu einem beliebten Wohnort entwickelt. Im Ort herrscht jedoch immer noch eine land- und forstwirtschaftliche Struktur vor. Die Sonderkultur Hopfen nahm hierbei schon immer eine besondere Bedeutung ein. Zahlreich am Dorf gelegene Hopfengärten prägen das Bild Mühlhausens. Simon Wittmann aus Forstdürnbuch soll der Begründer des modernen Hopfenanbaus in der nördlichen Hallertau gewesen sein, indem er im 18. Jahrhundert Hopfenwurzel aus der „Saazer Gegend“ importierte und kultivierte. In jüngster Zeit wird zudem vermehrt Spargel angebaut. Der Ort zählt ungefähr 1.200 Einwohner.

## Kirchen
Die alte Pfarrkirche wurde im Jahre 1948 mit Ausnahme des Turmes abgerissen. Der darin enthaltene Rokokoaltar aus dem Jahre 1760 befindet sich in der Mariahilf-Kapelle in Eichstätt. An Stelle der abgebrochenen Kirche trat der am südlichen Ortsrand errichtete Neubau aus dem Jahre 1932. Die Mühlhausener Kirche St. Vitus ist regional vor allem bekannt durch die prachtvolle Ausmalung, die 1945 von Julius Noè gestaltet wurde. Bei der Kirche St. Jakob handelt es sich um die Kirche der ehemals selbständigen Pfarrei Forstdürnbuch. Sie stammt aus dem 12. Jahrhundert. Am östlichen Ortsausgang befindet sich die 1842 von Frau Barbara Wittmann zum Andenken an ihren verstorbenen Ehemann errichtete „Wittmann-Kapelle“.